# Norman Lloyd (acteur)
Norman Lloyd, artiestennaam van Norman Nathan Perlmutter (Jersey City, 8 november 1914 - Los Angeles, 11 mei 2021) was een Amerikaanse acteur.

## Leven en werk
Lloyd werd geboren in New Jersey in 1914. In 1932 startte hij een drukke theatercarrière die zich hoofdzakelijk in New York situeerde.
In 1942 kreeg hij een hoofdrol in Alfred Hitchcocks spionagethriller Saboteur. In 1945 keerde hij terug in een film van Hitchcock: de psychologische thriller Spellbound.
Een andere belangrijke rol in deze periode had hij in Charlie Chaplins tragikomedie Limelight.
Na tien jaar op het witte doek hield hij het voor bekeken in de filmwereld en richtte hij zich tussen 1952 en 1977 meer op televisiewerk. Hij vertolkte ook rollen op het toneel en hij leende regelmatig zijn stem voor (toneel)stukken op de radio.
In 1977 was hij voor het eerst in 25 jaar opnieuw op het witte doek te zien: hij speelde in de bovennatuurlijke thriller Audrey Rose. In de ziekenhuisserie St. Elsewhere vertolkte hij tussen 1982 en 1988 doctor Daniel Auschlander. In 1989 speelde hij Mr. Nolan in het drama Dead Poets Society, een van de kaskrakers van dat jaar. In 2005 speelde hij in de tragikomedie In her shoes en zijn laatste rol vertolkte hij in de succesvolle romantische komedie Trainwreck uit 2015. Vanaf januari 2018 zou hij een rol gaan spelen in de Amerikaanse tv-serie Fly, maar in mei 2019 stond de serie nog te boek als 'in productie'.
Hij vierde met zijn vrouw nog hun albasten huwelijksverjaardag (75 jaar huwelijk) waarna zij in 2011 overleed op 98-jarige leeftijd. Lloyd overleed in 2021 op 106-jarige leeftijd.

## Filmografie (langspeelfilms)
- 1942 - Saboteur (Alfred Hitchcock)
- 1945 - The Southerner (Jean Renoir)
- 1945 - Spellbound (Alfred Hitchcock)
- 1945 - A Walk in the Sun (Lewis Milestone)
- 1945 - Within These Walls (H. Bruce Humberstone)
- 1945 - The Unseen (Lewis Allen)
- 1946 - A Letter for Evie (Jules Dassin)
- 1946 - Young Widow (Edwin L. Marin)
- 1946 - The Green Years (Victor Saville)
- 1947 - The Beginning or the End (Norman Taurog)
- 1948 - No Minor Vices (Lewis Milestone)
- 1949 - Scene of the Crime (Roy Rowland)
- 1949 - Reign of Terror (Anthony Mann)
- 1949 - Calamity Jane and Sam Bass (George Sherman)
- 1950 - Buccaneer's Girl (Frederick de Cordova)
- 1950 - The Flame and the Arrow (Jacques Tourneur)
- 1951 - M (Joseph Losey)
- 1951 - He Ran All the Way (John Berry)
- 1951 - The Light Touch (Richard Brooks)
- 1952 - Limelight (Charles Chaplin)
- 1977 - Audrey Rose (Robert Wise)
- 1978 - FM (John A. Alonzo)
- 1980 - The Nude Bomb (Clive Donner)
- 1989 - Dead Poets Society (Peter Weir)
- 1993 - The Age of Innocence (Martin Scorsese)
- 2005 - In Her Shoes (Curtis Hanson)
- 2015 - Trainwreck (Judd Apatow)